# Kono Danshi
Kono Danshi (jap. この男子) ist eine Animationsfilmreihe der Animationskünstlerin Sōbi Yamamoto, die aus mehreren Original Video Animations und einer kurzen Anime-Fernsehserie besteht. Darüber hinaus erschien ein Hörspiel. Alle Geschichten der Boys-Love-Reihe erzählen von der Liebe zwischen zwei jungen Männern in einem je anderen Fantasy- oder Science-Fiction-Setting.

## Animes
Die Animationsfilme und die -serie entstanden alle unter der Regie von Sōbi Yamamoto beim Studio CoMix Wave Films. Yamamoto schrieb auch die Drehbücher und entwarf die Designs.

### Kono Danshi, Uchū-jin to Tatakaemasu.
Als erster Teil der Reihe kam am 10. Oktober 2011 der Kurzfilm Kono Danshi, Uchū-jin to Tatakaemasu. (この男子、宇宙人と戦えます。) heraus. Er war das erste Regiewerk von Yamamoto. Für diese Veröffentlichung als Original Video Animation mit 28 Minuten Laufzeit steuerte Akiko Shikata das Titellied Tōmei Nostalgia (透明ノスタルジア) bei. Eine englische Synchronfassung erschien 2012 bei Sentai Filmworks sowie auf den Streaming-Plattformen HIDIVE und The Anime Network als This Boy Can Fight Aliens!.
Der Kurzfilm erzählt vom Kampf der Menschheit gegen angreifende Außerirdische. Auf einem Hügel findet Arikawa, einer der Kommandanten der Kämpfer gegen die Aliens, den jungen Kakashi. Bei Untersuchungen stellen sie fest, dass der Junge Kräfte hat, mit denen die Außerirdischen besiegt werden können. Doch da er an Gedächtnisverlust leidet und zum Kampf noch nicht bereit ist, zieht er bei Arikawa und dessen Vorgesetzten Shiro zusammen. Es entspinnt sich ein Liebesdreieck, bei dem auch die Motivation Kakashis zum Kampf in Frage gestellt wird, ehe durch seine Kraft die Welt gerettet werden kann.
| Rolle   | japanischer Sprecher (Seiyū) |
| ------- | ---------------------------- |
| Kakashi | Ryohei Kimura                |
| Shiro   | Daisuke Hirakawa             |
| Arikawa | Toshiyuki Toyonaga           |

### Kono Danshi, Ningyo Hiroimashita.
Als zweiter Teil erschien am 9. November 2012 und ebenfalls als OVA der Kurzfilm Kono Danshi, Ningyo Hiroimashita. (この男子、人魚ひろいました。). Der 29 Minuten lange Anime erhielt einen Titelsong von Hikaru Midorikawa. Eine englische Fassung erschien bei Sentai Filmworks sowie auf den Streaming-Plattformen HIDIVE und The Anime Network als This Boy Caught a Merman.
Im Anime geht es um den jungen Shima, der von seinen Eltern besonders gehorsam erzogen wurde. Er passt sich allen an, kann nie seine eigene Persönlichkeit entfalten und fühlt sich daher trotz all der Menschen um ihn herum stets einsam. Als dann nach dem Tod seines Großvaters dessen Porträt ins Meer fällt, taucht Shima hinterher und ertrinkt fast. Ein geheimnisvoller Mann rettet ihn und stellt sich als Meermann heraus. Shima nimmt ihn nach Hause und tauft ihn Isaki. Bei ihm kann er endlich er selbst sein. Sie freunden sich an und entwickeln bald tiefere Gefühle füreinander.
| Rolle          | japanischer Sprecher (Seiyū) |
| -------------- | ---------------------------- |
| Isaki          | Hikaru Midorikawa            |
| Shima Kawauchi | Yūki Kaji                    |
| Kusatsu        | Junta Terashima              |
| Koami          | Megumi Toda                  |

### Kono Danshi, Sekika ni Nayandemasu
Am 3. Dezember 2014 erschien mit Kono Danshi, Sekika ni Nayandemasu (この男子、石化に悩んでます。) erneut ein Teil der Reihe als Original Video Animation. Der 26 Minuten lange Film entstand mit Yūichi Sakai als Produzent und mit Musik von The Aprils. Für den Ton war Haru Yamada verantwortlich. Eine englische Synchronfassung wurde von Kuma Holdings als This Boy Suffers from Crystallization veröffentlicht.
Die Geschichte dreht sich um den Oberschüler Ayumu Tamari, dessen Haut sich bei Stress in Kristall verwandelt. Das macht ihm den Schulalltag und das Einfügen in die Klasse noch schwerer, als es ohnehin schon ist. Die Zuneigung seines Klassenlehrers Kōya Onihara, bei dem er sich entspannen kann, hilft ihm schließlich über seine besonderen Umstände, sodass Ayumu die Schule leichter fällt.
| Rolle        | japanischer Sprecher (Seiyū) |
| ------------ | ---------------------------- |
| Ayumu Tamari | Shōta Aoi                    |
| Kōya Onihara | Daisuke Hirakawa             |
| Takeza       | Kanami Satō                  |
| Iimuro       | Ryōji Sekiguchi              |
| Ono          | Shinya Hamazoe               |
| Shiraki      | Toshiki Masuda               |

### This Boy is a Professional Wizard
Im Oktober 2015 wurde der fünfte (einschließlich des Hörspiels) Teil der Reihe erstmals angekündigt, noch ohne Angabe, welche Form er annehmen werde. Es entstand dann eine vierteilige Fernsehserie unter dem Titel Kono Danshi, Mahō ga Oshigoto Desu. (この男子、魔法がお仕事です。). Die Musik stammt von der Gruppe The Aprils, für den Ton war Haru Yamada verantwortlich und Yūichi Sakai war Produzent. Als Vorspannlied wird Kimi no Kotoba (汝の言霊) von Shōta Aoi eingespielt. Die Folgen mit je knapp 8 Minuten Laufzeit wurden vom 5. bis 26. Februar 2016 von den Sendern Nippon BS und Tokyo MX in Japan ausgestrahlt. Eine internationale Veröffentlichung erfolgte per Streaming über die Plattform Crunchyroll, unter anderem mit deutschen und englischen Untertiteln. Außerdem erschien eine englische Synchronfassung.
Der junge Zauberer Chiharu Kashima arbeitet beim Amt für Magie und ist dort Chef der Katastrophenbekämpfung. In einer Bar lernt er Toyohi Utsumi kennen, einen reiselustigen, aufgeweckten Mann, der sich mit Gelegenheitsjobs durchschlägt – und der sich sofort in Kashima verliebt. Der kann nicht anders, als zu glauben, Utsumi würde ihn nur wegen seiner Magie mögen. Denn außer seinem magischen Talent, so glaubt er, hat er nichts vorzuweisen. Sie gehen immer öfter miteinander aus, doch Kashima kann trotz der Unterstützung durch seinen Kollegen Zaō kein Vertrauen in sich selbst und in Utsumis Liebe gewinnen. Als seine Verabredungen dazu führen, dass er einen Notfall auf Arbeit verpasst, wendet sich Kashima von Utsumi ab. Er überarbeitet sich völlig und bricht schließlich zusammen. Danach kann er erstmal keine Magie mehr anwenden und glaubt auch Utsumi deswegen verloren zu haben. Doch der macht ihm klar, dass er sich in Kashimas Persönlichkeit und nicht seine Magie verliebt hat. So kommen die beiden schließlich doch zusammen und Kashima gewinnt das Selbstvertrauen, um sich auch im Beruf nicht zu übernehmen.
| Rolle           | japanischer Sprecher (Seiyū) |
| --------------- | ---------------------------- |
| Toyohi Utsumi   | Taku Yashiro                 |
| Chiharu Kashima | Yūki Ono                     |
| Master          | Yoshikazu Nakadai            |
| Zaō             | Yūsuke Kuwahata              |

## Hörspiel
Am 27. November 2013 erschien mit Kono Danshi, Akunin to Yobaremasu. (international This Boy Is Called a Bad Man) ein Hörspiel zur Reihe auf CD. Die Geschichte dreht sich die 17-jährige Oberschülerin Akane Shinonome (gesprochen von Miku Itō). Sie nimmt einen Nebenjob bei der Agentur H&H Co an, die Aufträge aller Art annimmt, und lernt dort eine Reihe attraktiver, ungewöhnlicher junger Männer kennen. Yamamoto führte bei dem Projekt Regie.